# Gareth Davies (rugbista)
Gareth Davies (Carmarthen, 18 de agosto de 1990) es un exjugador de rugby británico que jugaba con la selección de Gales en la posición de medio de melé. Su último equipo fue Scarlets de la United Rugby Championship. Davies fue a la Ysgol Gyfun Dyffryn Teifi de Llandysul antes de estudiar "Entrenamiento y desarrollo deportivo" en el Coleg Sir Gâr de Llanelli.

## Carrera

### Clubes
Estuvo con los Scarlets desde que se unió en 2006, hasta su retirada en 2024. Tiene más de cien apariciones con los Scarlets habiendo marcado más de 100 puntos.
Davies fue el máximo marcador en la temporada 2013-14 de RaboDirect Pro12, anotando diez ensayos. Esto hizo que se fijara en él el seleccionador galés, Warren Gatland para escogerlo para la gira de verano de Sudáfrica en 2014.

### Internacional
Davies hizo su debut internacional con Gales contra Sudáfrica el 14 de junio de 2014 como reemplazo en la segunda parte. Reemplazo del medio melé Mike Phillips, salió en el banquillo para el segundo partido contra Sudáfrica. El 20 de marzo de 2015, Davies jugó en la victoria 61-20 sobre Italia.
Seleccionado para jugar la Copa Mundial de Rugby de 2015, consiguió al menos un ensayo contra Uruguay, Inglaterra y Fiyi en tres partidos de la fase de grupos. En efecto, en el primer encuentro, contra Uruguay, consiguió dos ensayos; Gales ganó 54-9. En la decisiva victoria contra Inglaterra, anotó el único ensayo galés del partido, contribuyendo así al resultado de 25-28. Anotó otro ensayo en el partido contra Fiyi, siendo escogido "Hombre del partido" (Man of the Match) (1.10.2015), dentro de la fase de grupos, y de nuevo lo escogieron "Hombre del partido" en la derrota galesa frente a Australia, lo que fue tan criticado como la elección de Launchbury la semana anterior, puesto que los Wallabies ganaron el partido, pero un jugador del equipo perdedor era señalado por la afición como man of the match, lo que se ha llegado a considerar una "farsa" no darle la distinción a un jugador wallaby, dado el "heroico esfuerzo defensivo" de la selección australiana. En el partido de cuartos de final, en el que Sudáfrica venció a Gales 23-19, Gareth Davies anotó el único ensayo de su equipo, en el minuto 17.

## Palmarés y distinciones notables
- Campeón del Pro12 2016-17
- Campeón del Torneo de las Seis Naciones 2013 y 2019.
- Seleccionado por los British and Irish Lions para la gira de 2021 en Sudáfrica [6]